# Împăratul Gaozong din Tang
Gaozong (n. 21 iulie 628 d.Hr., Xi'an, Republica Populară Chineză – d. 27 decembrie 683 d.Hr., Luoyang, Republica Populară Chineză) a fost imparat Tang 
Domnia împăratului Gaozong a văzut primatul împărătesei Wu, care a devenit puterea efectivă din spatele domniei Tang. Împăratul Gaozong a fost ajutat în conducerea sa de către împărăteasa Wu în ultimii ani ai domniei sale, după ce o serie de accidente vasculare cerebrale l-au lăsat incapabil. Împăratul Gaozong a delegat efectiv toate problemele de stat după ianuarie 665 soției sale puternice; după aceea, împărăteasa Wu a acționat ca puterea din spatele împăratului, „atârnând perdeaua și ascultând politica” (Chuílián tīngzhèng垂簾聼政). Boala personală a lui Gaozong, afecțiunea excesivă și încrederea în Wu au dus-o la ea să dețină o mare putere în afacerile de stat până la sfârșitul domniei sale, în timp ce își exercită influența asupra lui. Împărăteasa Wu a controlat parțial puterea din noiembrie 660 și apoi total din ianuarie 665 până în decembrie 683

## Domnia ca împărat

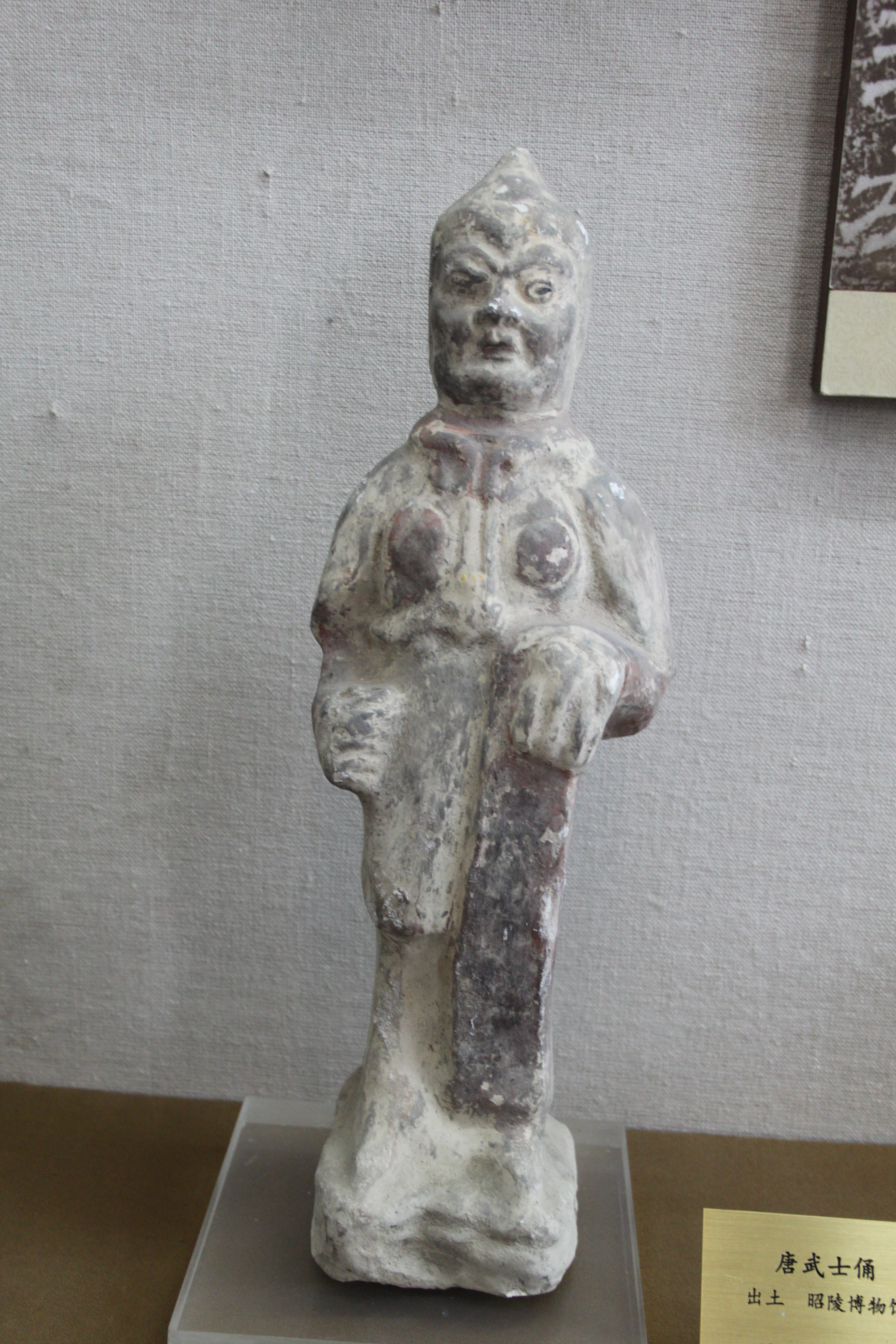

În timpul domniei sale de 34 de ani, el niciodată nu a putut să-și exercite puterea singur și a fost sub controlul mai multor dintre marii săi miniștri și al soției sale, Wu Zetian.

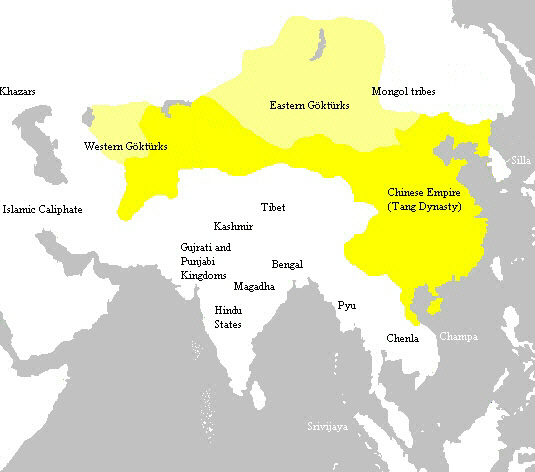
Întinderea teritorială estimată a imperiului împăratului Gaozong.

### Moartea
El s-a îmbolnăvit de două ori în 683 și a murit pe 27 decembrie 683.

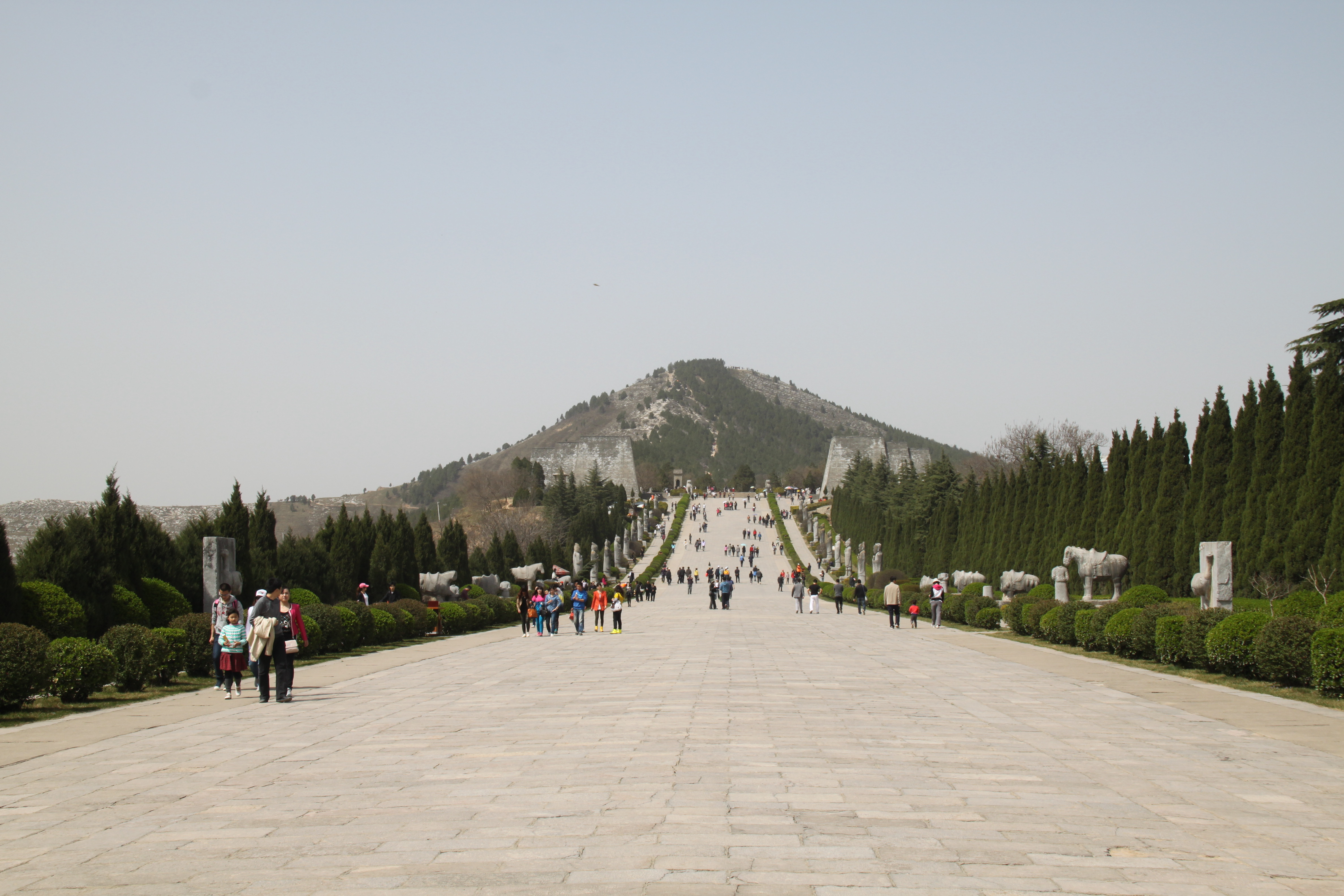
Mausoleul Qianling, Mormântul împăratului Tang Gaozong și al împărătesei Wu Zetian